# Mária von Tasnády
Mária von Tasnády  (n. 16 noiembrie 1911, Lonea, comitatul Hunedoara - d. 16 martie 2001, München) a fost pseudonimul artistic al actriței ungare Magdolna (Magdalena) Fekete.

## Biografie
Magdalena Fekete a studiat istoria literaturii și germanistica la Universitatea din Budapesta, dorind să devină jurnalistă.
În 1931 a fost aleasă Miss Ungaria, în cadrul unui concurs de frumusețe. Premiul era o călătorie la Berlin, unde, ca actriță, și-a luat pseudonimul Maria von Tasnády (Maria de Tășnad). În același an a primit un rol în filmul Durchlaucht amüsiert sich (Alteța sa se distrează). A urmat un curs de actorie și a jucat pe scena teatrului din Oldenburg și a Teatrului Schiller din Berlin. 
În anii următori a avut roluri în filme de propagandă ca Menschen ohne Vaterland (Oameni fără patrie) și în filmul romantic Frau Sylvelin.
În 1939 s-a întors în Ungaria, unde contribuise la realizarea unor coproducții italo-ungare. În 1948 a părăsit Ungaria și a locuit în Italia și Franța. În 1954 s-a mutat la München, unde a fost 21 de ani salariată la postul Radio Europa Liberă.
Maria von Tasnády a fost căsătorită cu producătorul de filme Bruno Duday. A avut roluri în filmele produse de soțul ei. În a doua căsătorie (din 1938) l-a avut soț pe regizorul ungar Géza von Radványi; a avut câteva roluri și în filmele regizate de acesta.

## Filmografie
- 1932: Durchlaucht amüsiert sich
- 1932: Wenn die Liebe Mode macht
- 1936: Acord final (Schlußakkord), regia Douglas Sirk
- 1936: Menschen ohne Vaterland
- 1937: Streit um den Knaben Jo
- 1937: Frau Sylvelin
- 1938: Das Abenteuer geht weiter
- 1939: Die Frau ohne Vergangenheit
- 1940: Hände hoch, Herr Kommissar (Ött óra)
- 1941: Der sprechende Mantel (A beszélő köntös)
- 1941: Alarm
- 1942: Benghasi – das Schicksal einer Stadt (Bengasi)
- 1951: Caruso, legenda unei vieți (Enrico Caruso – leggenda di una voce), regia Giacomo Gentilomo
- 1955: André und Ursula
- 1957: Die Prinzessin von St. Wolfgang